# Gnieszowice
Gnieszowice is een dorp in de Poolse woiwodschap Święty Krzyż. De plaats maakt deel uit van de gemeente Koprzywnica en telt 570 inwoners.